# Контінентал Фармерз Груп
«Контінентал Фармерз Груп» – українська агропромислова компанія з іноземними інвестиціями. 

## Історія
У вересні 2018 року компанія SALIC, що належить Фонду державних інвестицій Королівства Саудівська Аравія, підписала договір про придбання активів групи «Мрія Агрохолдинг», включаючи всі об'єкти інфраструктури, технічний парк, а також компанії, що мають право оренди землі. 14 червня 2019 року було оголошено про завершення об'єднання «Мрії Агрохолдинг» та CFG — дочірньої компанії SALIC в Україні. Нова компанія отримала назву «Контінентал Фармерз Груп». Генеральним директором холдингу було призначено Георга фон Нолкена.

## Діяльність
Компанія обробляє 195 тис. га у Тернопільській, Львівській, Хмельницькій, Чернівецькій та Івано-Франківській областях, оперуючи шостим за розміром земельним банком в Україні. Агрохолдинг вирощує пшеницю, ячмінь, соняшник, ріпак, цукровий буряк та інші сільськогосподарські культури, а також є одним провідних виробників картоплі в країні.
До складу «Контінентал Фармерз Груп» входять 6 елеваторів та 3 сушильно-зернових комплекси загальною потужністю 634 тис. тонн, 2 насіннєвих та крохмальний заводи.
У 2021 році «Контінентал Фармерз Груп» оголосила про завершення модернізації обладнання крохмального заводу та його запуск.